# Кандалашки рејон
Кандалашки рејон (рус. Кандалакшский район) административно-територијална је јединица другог нивоа и општински рејон смештен на југозападу Мурманске области, односно на крајњем северозападу европског дела Руске Федерације.
Административни центар рејона је град Кандалакша у ком живи више од 70% од укупне рејонске популације.
Према проценама националне статистичке службе Русије за 2016. на територији рејона је живело 45.216 становника, или у просеку око 3,14 ст/км². Кандалашки рејон је четврти рејон у области и по броју становника и по површини.

## Географија
Кандалашки рејон смештен је на крајњем југ и југозападу Мурманске области. Обухвата територију површине 14.410 км², што чини око 9,9% рејонске територије, и по том параметру налази се на 4. месту међу 17 другостепених административних јединица у области. На северу се граничи са територијама Ковдорског, Пољарнозорског и Апатитског градског округа, на истоку је Терски рејон, а на југу територија Републике Карелије, односно њен Лоухшки рејон. Западна граница рејона је уједно и државна граница Русије са Финском. На истоку Кандалашки рејон излази на обале Белог мора, односно његовог Кандалакшког залива. Највећи део рејонске територије налази се у континенталном делу Мурманске области, док се један мањи део на крајњем североистоку налази на подручју Кољског полуострва.
Целокупна рејонска територија је доста ниска и равна, а надморска висина опада идући ка истоку и обалама Белог мора. На подручју рејона налазе се бројне реке и језера. Реке углавном имају краћи ток и у њиховим коритима налазе се бројни брзаци, што им даје велики туристички значај. Најважнији водотоци су Нива, Ковда, Вуоснајоки и Кувждењга. Језра су бројна, ледничког порекла и знатно бројнија у источном у односу на западни део рејона. Највеће језерске површине су Ковдозеро (294 км²) на југу, Пинозеро (13,6 км²) на истоку и Вуоријарви (4,2 км²) на западу.
Административни центар рејона град Кандалакша налази се на око 277 км јужно од града Мурманска.
Већина рејонске територије је покривена шумама које заузимају око 60% површине, и то је ивично подручје северне тајге са шумама бора и смрче.
Крајњи источни део рејона уз обале мора, као и острва у Кандалакшком заливу заштићено је подручје у категорији строгог резервата природе − Кандалакшки резерват биосфере.

## Историја
Кандалакшки рејон успостављен је 1927. и све до маја 1938. био је у саставу тадашње Карелске Аутономне ССР. По оснивању Мурманске области постаје њеним саставним делом.
Садашњи административни статус и границе има од 13. септембра 2007. године.

## Демографија и административна подела
Према подацима са пописа становништва из 2010. на територији рејона је живело укупно 49.544 становника, док је према процени из 2016. ту живело 45.216 становника, или у просеку око 3,14 ст/км². Са уделом у укупној популацији области од 5,93% Кандалакшки рејон се налази на 4. месту у области.
| 1959. | 1970. | 1979. | 1989.  | 2002.  | 2010.  | 2016.   |
| ----- | ----- | ----- | ------ | ------ | ------ | ------- |
| ---   | ---   | ---   | 78.239 | 60.140 | 49.544 | 45.216* |

Напомена:* Према процени националне статистичке службе. 
Према подацима са пописа из 2010. на подручју рејона регистрована су укупно 23 насељена места (од којих су два била без становника, а у 5 села је живело мање од 10 становника). Рејон је административно подељен на 4 нижестепене општине, по две руралне и урбане. Административни центар рејона је град Кандалакша у ком живи нешто преко 70% рејонске популације, а статус урбаног насеља има и варошица Зеленоборски (5.846 становника).